# Hieracium koepingense
Hieracium koepingense es una especie de planta con flor del género Hieracium, de la familia Asteraceae, orden Asterales.

## Distribución
Hieracium koepingense se distribuye por Suecia.

## Taxonomía
Fue descrita científicamente por Johanss.
Tratamiento taxonómico
La especie aparece registrada en una sección de la publicación Svensk Bot. Tidskr.